# Komenda Główna Policji
Komenda Główna Policji (KGP) – jednostka organizacyjna Policji, przy pomocy której Komendant Główny Policji realizuje zadania określone w ustawach. Komendant Główny Policji jest centralnym organem administracji rządowej, właściwym w sprawach ochrony bezpieczeństwa ludzi oraz utrzymania bezpieczeństwa i porządku publicznego. Komendant Główny Policji podlega ministrowi właściwemu do spraw wewnętrznych.
Siedziba Komendy Głównej Policji znajduje się przy ul. Puławskiej 148/150 w Warszawie, w dawnej siedzibie Komendy Głównej Milicji Obywatelskiej. Budynek został wybudowany w stylu realizmu socjalistycznego prawdopodobnie w 1955 roku. Zaprojektowany przez Jerzego Beilla. Wcześniej znajdowało się tutaj Ministerstwo Spraw Wewnętrznych. Kompleks ma kształt litery H, nawiązującej do nowożytnej architektury pałacowej. W portyku wejściowym znajdują się kolumny lotosowe.

## Kierownictwo
- gen. insp. Marek Boroń – komendant główny Policji od 21 marca 2024[4] (od 22 grudnia 2023 do 20 marca 2024[5], zastępca komendanta głównego Policji  i pełniący obowiązki komendanta głównego)
- nadinsp. Roman Kuster – I zastępca komendanta głównego Policji od 20 czerwca 2024[6] (od 27 maja 2021 do 19 czerwca 2024 zastępca komendanta głównego)
- nadinsp. Rafał Kochańczyk – zastępca komendanta głównego Policji od 10 stycznia 2024[7]
- nadinsp. Tomasz Michułka – zastępca komendanta głównego Policji od 20 czerwca 2024

## Struktura organizacyjna
Członkowie kierownictwa KGP sprawują nadzór nad następującymi komórkami organizacyjnymi:

### Komendant Główny Policji (gen. insp.Marek Boroń)
- Gabinet Komendanta Głównego Policji;
- Biuro Komunikacji Społecznej;
- Biuro Kadr i Organizacji Policji;
- Biuro Prawne;
- Biuro Bezpieczeństwa Informacji;
- Biuro Kontroli;
- Zespół Audytu Wewnętrznego
- Wydział Ochrony Pracy

### I Zastępca Komendanta Głównego Policji (nadinsp.Roman Kuster)
- Biuro Prewencji
- Biuro Ruchu Drogowego
- Główny Sztab Policji

### Zastępca Komendanta Głównego Policji (nadinsp.Rafał Kochańczyk)
- Biuro Finansów
- Biuro Logistyki Policji
- Biuro Łączności i Informatyki
- Biuro Koordynacji Postępowań Kwalifikacyjnych i Szkolenia Policji

### Zastępca Komendanta Głównego Policji (nadinsp.Tomasz Michułka)
- Biuro Kryminalne
- Biuro Międzynarodowej Współpracy Policji
- Biuro Wywiadu i Informacji Kryminalnych
- Biuro Zwalczania Przestępczości Ekonomicznej

### Rzecznik Komendanta Głównego Policji
Funkcję rzecznika prasowego Komendanta Głównego Policji pełni Katarzyna Nowak.

## Jednostki podległe

### Jednostki organizacyjne Policji powstałe na bazie biur lub innych komórek organizacyjnych KGP
- Centralne Biuro Śledcze Policji
- Centralne Biuro Zwalczania Cyberprzestępczości
- Biuro Spraw Wewnętrznych Policji
- Centralne Laboratorium Kryminalistyczne Policji
- Centralny Pododdział Kontrterrorystyczny Policji „BOA”

### Szkoły Policji
- Akademia Policji w Szczytnie
- Centrum Szkolenia Policji w Legionowie
- Szkoła Policji w Katowicach
- Szkoła Policji w Pile
- Szkoła Policji w Słupsku

## Komendanci Główni Policji

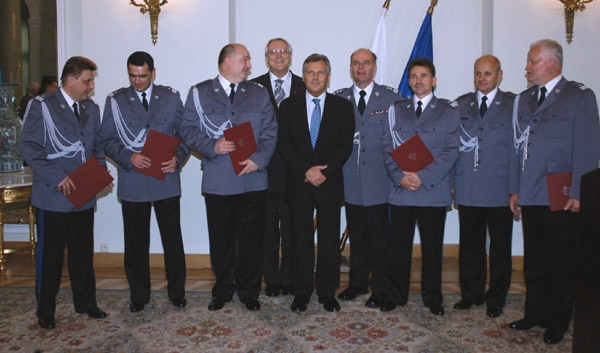
Wręczenie nominacji generalskich przez prezydenta RP Aleksandra Kwaśniewskiego, Pałac Prezydencki, 8 lipca 2005

## Komendanci Główni Policji[8]
| Stopień (naramiennik według obecnego wzoru) | Nazwisko                   | Od                   | Do                   | Długość sprawowania urzędu [dni] |
| ------------------------------------------- | -------------------------- | -------------------- | -------------------- | -------------------------------- |
| nadinsp.                                    | Leszek Lamparski           | 20 maja 1990         | 18 czerwca 1991      | 394                              |
| podinsp.                                    | Roman Hula                 | 17 lipca 1991        | 14 stycznia 1992     | 181                              |
| nadinsp.                                    | Zenon Smolarek             | 25 lutego 1992       | 8 lutego 1995        | 1079                             |
| nadinsp.                                    | Jerzy Stańczyk             | 7 marca 1995         | 3 stycznia 1997      | 668                              |
| nadinsp.                                    | Marek Papała               | 3 stycznia 1997      | 29 stycznia 1998     | 391                              |
| gen. insp.                                  | Jan Michna                 | 29 stycznia 1998     | 25 października 2001 | 1365                             |
| gen. insp.                                  | Antoni Kowalczyk           | 27 października 2001 | 29 października 2003 | 732                              |
| gen. insp.                                  | Leszek Szreder             | 29 października 2003 | 3 listopada 2005     | 736                              |
|                                             | Marek Bieńkowski           | 3 listopada 2005     | 12 lutego 2007       | 466                              |
|                                             | Konrad Kornatowski         | 12 lutego 2007       | 8 sierpnia 2007      | 177                              |
| nadinsp.                                    | Tadeusz Budzik             | 13 sierpnia 2007     | 6 marca 2008         | 206                              |
| gen. insp.                                  | Andrzej Matejuk            | 6 marca 2008         | 9 stycznia 2012      | 1404                             |
| gen. insp.                                  | dr Marek Działoszyński     | 10 stycznia 2012     | 11 lutego 2015       | 1128                             |
| gen. insp.                                  | Krzysztof Gajewski         | 12 lutego 2015       | 10 grudnia 2015      | 301                              |
| insp.                                       | Zbigniew Maj               | 11 grudnia 2015      | 11 lutego 2016       | 62                               |
| mł. insp.                                   | (p.o.) Andrzej Szymczyk    | 11 lutego 2016       | 12 kwietnia 2016     | 61                               |
| gen. insp.                                  | dr Jarosław Szymczyk       | 13 kwietnia 2016     | 7 grudnia 2023       | 2794                             |
| nadinsp.                                    | (p.o.) Dariusz Augustyniak | 7 grudnia 2023       | 22 grudnia 2023      | 15                               |
| gen. insp.                                  | Marek Boroń                | 22 grudnia 2023      |                      | nadal                            |